# Panorama Tower
Der Panorama Tower ist das höchste Gebäude in Miami. Mit 265 Metern ist es auch das höchste Gebäude in Florida. In dem Hochhaus befinden sich ein Hotel und Wohnungen. Der Tower wurde 2018 bezogen und befindet sich im Stadtteil Brickell.